# Un'anima divisa in due
Pour plus de détails, voir Fiche technique et Distribution.
Un'anima divisa in due est un film italien réalisé par Silvio Soldini, sorti en 1993.

## Fiche technique
- Titre : Un'anima divisa in due
- Réalisation : Silvio Soldini
- Scénario : Silvio Soldini et Roberto Tiraboschi
- Photographie : Luca Bigazzi
- Musique : Giovanni Venosta
- Production : Daniele Maggioni, Roberto Sessa
- Pays d'origine : Italie
- Date de sortie : 1993

## Distribution
- Fabrizio Bentivoglio : Pietro De Leo
- Maria Bakò : Pabe
- Philippine Leroy-Beaulieu : Miriam
- Jessica Forde : Helene
- Felice Andreasi : Savino
- Silvia Mocci : Lidia
- Renato Scarpa
- Antonio Albanese
- Zinedine Soualem : Abid